# Суров Ігор Олександрович
Ігор Олександрович Суров (рос. Игорь Александрович Суров; нар. 16 листопада 1985, Чельбасська, РРФСР) — російський футболіст, захисник.

## Життєпис
Дебютував на професіональному рівні 2007 року в «Політехніці» (Кишинів) з Національного дивізіону Молдови. З 2008 року по 2016 рік грав за російські клуби нижчих дивізіонів. Виступав, зокрема, за такі клуби, як Сатурн-2, «Русичі», «Якутія», «Машук-КМВ». У березні 2017 року перейшов до «ЦСКА-Памір» з чемпіонату Таджикистану. Зіграв 8 матчів у чемпіонаті та 2 поєдинки у кубку Таджикистану. У липні 2017 року повернувся до Краснодару, де почав тренувати дітей.